# Arthur Franz
Pour les articles homonymes, voir Franz.
Arthur Franz est un acteur américain, né le 29 février 1920 à Perth Amboy (New Jersey), mort le 17 juin 2006 à Oxnard (Californie).

## Biographie
Arthur Franz débute au théâtre et joue à Broadway (New York) dans quatre pièces, au cours des années 1940. La première est Hope for a Harvest de Sophie Treadwell (en) (1941, avec Florence Eldridge et Fredric March). La dernière est Command Decision (en) de William Wister Haines (en) (1947-1948, avec Paul Kelly dans le rôle principal).
Au cinéma, il apparaît pour la première fois dans un film sorti en 1948. Suivent quarante-neuf autres films américains (en coproduction le cas échéant), le dernier sorti en 1982.
Parmi eux, neuf sont réalisés par Edward Dmytryk, dont L'Homme à l'affût (1952, avec Adolphe Menjou et Gerald Mohr), Ouragan sur le Caine (1954, avec Humphrey Bogart et José Ferrer), Le Bal des maudits (1958, avec Marlon Brando et Montgomery Clift) et le western Alvarez Kelly (1966, avec William Holden et Richard Widmark).
Citons également Iwo Jima d'Allan Dwan (1949, avec John Wayne et John Agar), Les Envahisseurs de la planète rouge de William Cameron Menzies (1953, avec Hillary Brooke et Leif Erickson), ou encore L'Invraisemblable Vérité de Fritz Lang (1956, avec Dana Andrews et Joan Fontaine).
Pour la télévision, Arthur Franz contribue à quatre-vingt-huit séries, depuis The Lone Ranger (un épisode, 1949) jusqu'à La Famille des collines (un épisode, 1977). Entretemps, mentionnons Perry Mason (six épisodes, 1958-1973), Rawhide (deux épisodes, 1960-1962), Les Envahisseurs (un épisode, 1968), ainsi que Mission impossible (deux épisodes, 1970-1972).
Il participe aussi à huit téléfilms diffusés entre 1955 et 1980, dont The Amazing Howard Hughes de William A. Graham (1977, avec Tommy Lee Jones dans le rôle-titre).
En 1964, Arthur Franz épouse l'actrice Doreen Lang (1915-1999) dont il reste veuf jusqu'à sa mort en 2006, à 86 ans.

## Théâtre à Broadway
- 1941 : Hope for Harvest de Sophie Treadwell : Victor de Lucchi
- 1942 : Little Darling d'Eric Hatch (en) : Teddy Graves
- 1943 : The Moon Vine de Patricia Coleman, mise en scène de John Cromwell, costumes et décors de Lucinda Ballard : Danny Hatfield
- 1947-1948 : Command Decision de William Wister Haines : Capitaine Lucius Jenks

## Filmographie partielle

### Cinéma

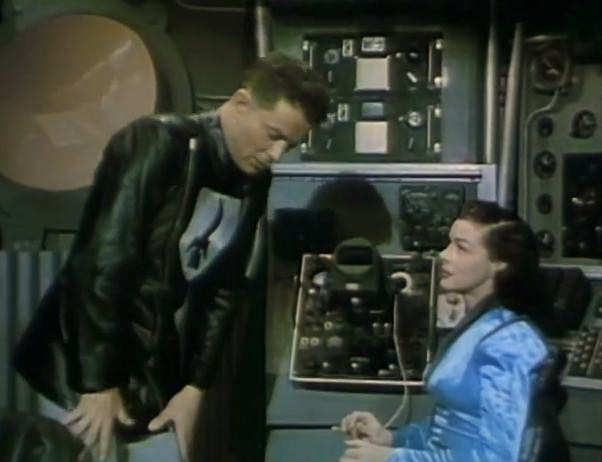
Avec Marguerite Chapman, dans Destination Mars (1951)

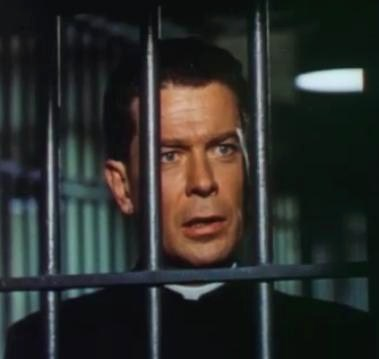
Dans La Femme et le Rôdeur (1957)

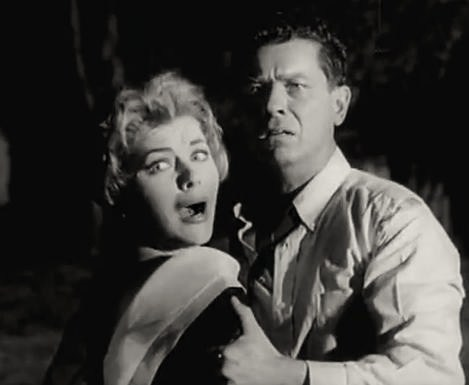
Avec Joanna Moore, dans Le Monstre des abîmes (1958)

- 1948 : Jungle Patrol de Joseph M. Newman : Lieutenant « Mace » Willard
- 1949 : Corps et Âme (The Doctor and the Girl) de Curtis Bernhardt : Dr Harvey L. Kenmore
- 1949 : Iwo Jima (Sands of Iwo Jima) d'Allan Dwan : Caporal Robert Dunne / Le narrateur
- 1949 : Roseanna McCoy d'Irving Reis : Thad Wilkins
- 1949 : Feu rouge (Red Light) de Roy Del Ruth : Capitaine aumônier Jess Torno
- 1950 : Secrets de femmes (Three Secrets) de Robert Wise : Paul Radin
- 1951 : Deux Nigauds contre l'homme invisible (Abbott and Costello Meet the Invisible Man) de Charles Lamont : Tomy Nelson
- 1951 : Duel sous la mer (Submarine Command) de John Farrow : Lieutenant Arnie Carlson
- 1951 : Destination Mars (Flight to Mars) de Lesley Selander: Dr Jim Barker
- 1951 : Proprement scandaleux (Strictly Dishonorable) de Melvin Frank et Norman Panama : Henry Greene
- 1952 : Eight Iron Men d'Edward Dmytryk : Carter
- 1952 : L'Homme à l'affût (The Sniper) d'Edward Dmytryk : Eddie Miller
- 1953 : The Eddie Cantor Story (en) d'Alfred E. Green : Harry Harris
- 1953 : The Member of the Wedding de Fred Zinnemann : Jarvis Addams
- 1953 : Éternels Ennemis (Bad for Each Other) d'Irving Rapper : Dr Jim Crowley
- 1953 : Les Envahisseurs de la planète rouge (Invaders from Mars) de William Cameron Menzies : Dr Stuart Kelston / Le narrateur
- 1953 : Three Lives d'Edward Dmytryk (court métrage) : Un commentateur
- 1954 : Ouragan sur le Caine (The Caine Mutiny) d'Edward Dmytryk : Lieutenant H. Paynter Jr.
- 1955 : Battle Taxi de Herbert L. Strock
- 1955 : Sur les docks (New Orleans Uncensored) de William Castle : Dan Corbett
- 1956 : L'Invraisemblable Vérité (Beyond a Reasonable Doubt) de Fritz Lang : Bob Hale
- 1957 : Hellcats of the Navy de Nathan Juran : Lieutenant commodore Don Landon
- 1957 : La Femme et le Rôdeur (The Unholy Wife) de John Farrow : Père Stephen Hochen
- 1957 : Back from the Dead de Charles Marquis Warren : Dick Anthony
- 1957 : Le Virage du diable (The Devil's Hairpin) de Cornel Wilde : Danny Rhinegold
- 1958 : Le Monstre des abîmes (Monster on the Campus) de Jack Arnold : Professeur Donald Blake
- 1958 : Le Bal des maudits (The Young Lions) d'Edward Dmytryk : Lieutenant Green
- 1959 : The Atomic Submarine de Spencer Gordon Bennet : Lieutenant commodore Richard « Reef » Holloway
- 1959 : La Ferme des hommes brûlés (Women Obsessed) d'Henry Hathaway : Tom Sharron
- 1964 : Les Ambitieux (The Carpetbaggers) d'Edward Dmytryk : Morrissey
- 1966 : Alvarez Kelly d'Edward Dmytryk : Capitaine Towers
- 1968 : La Bataille pour Anzio (Lo Sbarco di Anzio) de Duilio Coletti et Edward Dmytryk (film américano-italien) : Major général Luke Howard
- 1968 : Fureur à la plage (The Sweet Ride) de Harvey Hart : Le psychiatre de l'armée
- 1971 : La Cane aux œufs d'or (The Million Dollar Duck) de Vincent McEveety : Le procureur
- 1975 : La Guerre des otages (The Human Factor) d'Edward Dmytryk : Général Fuller
- 1982 : That Championship Season de Jason Miller : Macken

### Télévision

#### Séries télévisées
- 1949 : The Lone Ranger
  - Saison 1, épisode 13 Finders Keepers de George Archainbaud : Nat Parker
- 1958-1964 : Perry Mason, première série
  - Saison 2, épisode 7 The Case of the Married Moonlighter (1958) : Danny Harrison
  - Saison 3, épisode 7 The Case of the Golden Fraud (1959) : Richard Vanaman
  - Saison 4, épisode 12 The Case of the Larcenous Lady (1960) : Le maire James « Jim » Henderson
  - Saison 5, épisode 17 The Case of the Captain's Coins (1962) : Evans
  - Saison 7, épisode 19 The Case of the Fifty Millionth Frenchman (1964) : Ray Ogilvie
- 1960 : Au nom de la loi (Wanted : Dead or Alive) 
  - Saison 2, épisode 20 La Plus Belle Fille du monde (Most Beautiful Woman) : John Garth
- 1960 : Gunsmoke ou Police des plaines (Gunsmoke ou Marshal Dillon)
  - Saison 5, épisode 39 Cherry Red d'Andrew V. McLaglen : Red Larner
- 1960 : Échec et mat (Checkmate)
  - Saison 1, épisode 4 Lady on the Brink : Robert Haskell
- 1960-1962 : Les Aventuriers du Far West (Death Valley Days)
  - Saison 9, épisode 14 The Young Gun (1960) : Matt Warner
  - Saison 10, épisode 17 Justice at Jackson Creek (1962) : Payne Piprim
- 1960-1962 : Rawhide
  - Saison 2, épisode 16 Le Mystérieux Peintre (Incident of the Wanted Painter, 1960) d'Harmon Jones : Charles Fredericks / C. F. Roper
  - Saison 5, épisode 9 Sugar Creek (Incident at Sugar Creek) de Christian Nyby : Shérif Art Harris
- 1961-1963 : 77 Sunset Strip
  - Saison 3, épisode 26 The Space Caper (1961) de George Waggner : Dr Alex Conley
  - Saison 5, épisode 27 Reunion at Balboa (1963) de Leslie H. Martinson : Lieutenant Rudy
- 1962 : Les Hommes volants (Ripcord)
  - Saison 1, épisode 24 Hagen Charm : Dr Joe Hagen
- 1962 : Bonanza
  - Saison 3, épisode 25 The Lawmaker de Christian Nyby : Asa Moran
- 1962-1963 : La Grande Caravane (Wagon Train)
  - Saison 5, épisode 31 The Jud Steele Story (1962) de Ted Post : Nathan Forge
  - Saison 6, épisode 25 The Annie Duggan Story (1963) : Dan Highet
- 1963-1968 : Le Virginien (The Virginian)
  - Saison 2, épisode 3 No Tears for Savannah (1963) de Don McDougall : Fitz Warren
  - Saison 7, épisode 13 Big Tiny (1968) : Shérif Mike Miller
- 1964 : Lassie
  - Saison 10, épisode 28 Lassie and the Savage de John English : Professeur Standish
- 1965 : Voyage au fond des mers (Voyage to the Bottom of the Sea)
  - Saison 1, épisode 31 Les Condamnés (The Condemned) : Archer
- 1965 : Le Fugitif (The Fugitive)
  - Saison 3, épisode 9 Landscape with Running Figures (Part I) de Walter Grauman : Le chauffeur de bus
- 1967 : Tarzan
  - Saison 1, épisode 30 Algie B for Brave d'Alex Nicol : Dan Morrisey
- 1967-1971 : Sur la piste du crime (The F.B.I.)
  - Saison 2, épisode 20 The Conspirators (1967) de Christian Nyby : John Caldwell
  - Saison 3, épisode 20 Region of Peril (1968) de Jesse Hibbs : Joseph Daly
  - Saison 5, épisode 11 Scapegoat (1969) de Don Medford : Carl Stokely
  - Saison 6, épisode 4 The Architect (1970) de Virgil W. Vogel : Stacy Merriman
  - Saison 7, épisode 4 The Recruiter (1971) de Virgil W. Vogel
- 1968 : Les Envahisseurs (The Invaders)
  - Saison 2, épisode 24 Mission de vie (The Life Seekers) de Paul Wendkos : Capitaine Jim Trent
- 1968 : Les Bannis (The Outcasts)
  - Saison unique, épisode 7 Je me nomme Jemal (My Name Is Jemal) d'Harvey Hart : Anse Farnum
- 1968-1971 : La Nouvelle Équipe (The Mod Squad)
  - Saison 1, épisode 10 Love (1968) de Lee H. Katzin : Arthur Westphal
  - Saison 2, épisode 6 Lisa (1969) : Dr Sam Berger
  - Saison 3, épisode 17 The Hot, Hot Car (1971) : Sims
  - Saison 4, épisode 7 The Sands of Anger (1971) d'Earl Bellamy : M. Jeffers Sr.
- 1970 : Hawaï police d'État (Hawaii Five-0)
  - Saison 2, épisode 19 L'assassin est gaucher (The One with the Gun) : Del Enright
- 1970-1972 : Mission impossible (Mission : Impossible), première série
  - Saison 4, épisode 25 Le Sosie (The Choice, 1970) : Le premier ministre André Picard
  - Saison 7, épisode 12 Hypnose (Crack-Up, 1972) : Dr Adler
- 1971 : Mannix
  - Saison 5, épisode 14 Sauvez le mort (To Save a Dead Man) de Paul Krasny : Père Vale
- 1972 : Cannon
  - Saison 1, épisode 20 Le Cobaye (To Kill a Guinea Pig) : Steven Carr
- 1972 : Un shérif à New York (McCloud)
  - Saison 2, épisode 7 Give My Regrets to Broadway de Lou Antonio : Charlie Harrington
- 1973 : The New Perry Mason, deuxième série
  - Saison unique, épisode 4 The Case of the Wistful Widower de Leo Penn : Dave Wallant
- 1974 : Barnaby Jones
  - Saison 2, épisode 18 A Gold Record for Murder de George McCowan : Morgan Walding
- 1974 : Police Story
  - Saison 1, épisode 18 Wyatt Earp Syndrome : Le professeur
- 1974 : L'Homme qui valait trois milliards (The Six Million Dollar Man)
  - Saison 2, épisode 10 Étranger à Broken Fork (Stranger in Broken Fork) de Christian Nyby : Dr Wayne Carlton
- 1976 : Sur la piste des Cheyennes (The Quest)
  - Saison unique, épisode 11 Un tireur trop doué (Portrait of a Gunfighter) de Jerry London : Charles Minter
- 1977 : Les Héritiers (Rich Man, Poor Man - Book II), feuilleton, épisode 14 (sans titre ; Chapter XIV) de Ted Post et épisode 17 (sans titre ; Chapter XVII) : Sénateur Jones
- 1977 : La Famille des collines (The Waltons)
  - Saison 6, épisode 5 The Seashore de Lawrence Dobkin : Chef de police Moresdale

#### Téléfilms
- 1974 : Murder or Mercy d'Harvey Hart : Dr Raymond Eckworth
- 1974 : The Missiles of October d'Anthony Page : Charles A. Halleck
- 1977 : The Amazing Howard Hughes de William A. Graham : Barnes
- 1977 : The Last Hurrah de Vincent Sherman : Hack Wiles
- 1979 : Jennifer : A Woman's Story de Guy Green : Dick Leonard
- 1980 : Bogie de Vincent Sherman : Dr Bogart